# 東海林靖志
東海林 靖志（しょうじ やすし、1982年 - ）は日本のダンサー、英国式石積職人。北海道出身・在住。

## プロフィール
舞踊家、英国式石積職人。15歳からHIPHOPダンスを始める。その後コンテンポラリーダンスの世界へ。 2006年から舞台活動をスタート。2013年から平原慎太郎主宰の「OrganWorks」に参加。
札幌芸術の森バレエセミナー 20周年記念公演にてソロ作品『白昼夢』を上演。近年は、伝統と創造シリーズvol.4 島地保武 振付『藪の中』@セルリアンタワー能楽堂や森山開次『曼荼羅の宇宙』@新国立劇場 などに出演。
『CONTE Dance & Bodywoks Center』ディレクター/講師。

## 出演作品

### 舞台公演
- 藪の中 / 島地保武振付 (2012年、セルリアンタワー能楽堂)
- 曼荼羅の宇宙 / 森山開次振付  (2012年、新国立劇場)
- Provisional Danza × 瞬project 「RECUERDO」 (2013年、The theater Sala Cuarta Pared)
- KAMAKURA DANCE FESTIVAL 「閃-せん-」 (2013年、円覚寺)
- OrganWorks「TSURA」 平原慎太郎振付 (2015年、TEATRO DE LA ABADÍA)
- 「のぞき/know the key」塩田千春展 鍵のかかった部屋 ダンスプ ログラム / 平原慎太郎振付 (2016年、KAAT神奈川芸術劇場)
- 札幌国際芸術祭公式プログラム「rap rap」チョン・ヨンドゥ、東海林靖志共同振付 (2017年、シアターZOO)[1]
- QUIEN ERES / カルメン・ワーナー振付 (2019年、La Nave de Cambaleo)
- 聖獣～LIVE WITH A SUN～ / 平原慎太郎振付 (2019年、世田谷パブリックシアター)
- 創舞国際公演芸術祭公式プログラム「rap rapスピンオフver」(2019年、南山国楽堂)
- 「塩田千春展：魂がふるえる」関連プログラム OrganWorks「くちないし」(2019年、森美術館)
- 「freeplus×HEBE×大巻伸嗣」 (2019年、上海兴业太古汇)
- ねじまき鳥クロニクル / インバル・ピント振付、アミール・クリガー、藤田貴大演出 (2020年、東京芸術劇場)[2]
- 東京2020オリンピック開会式(2021年、オリンピックスタジアム)
- OrganWorks2024「光廷と崩底-my telling was nothing-」平原慎太郎振付(2024年、世田谷パブリックシアター)[3]
- シッダールタ（2025年 - 2026年〈予定〉、世田谷パブリックシアター 他）[4]

### テレビ番組
- 萬福寺音舞台（2016年、MBS系）

### 短編映画
- CHOREOGRAPHER / 山田裕一郎監督作品（2018年）